# Edge of a Broken Heart

Edge of a Broken Heart est la première chanson écrite par le trio Jon Bon Jovi, Richie Sambora et Desmond Child. Peu satisfait du résultat, le chanteur accepta néanmoins de l'enregistrer. Elle finira sur une face B de single et sur la bande originale du film Disorderlies (en).
Titre devenu culte chez de nombreux fans, il a été réclamé depuis longtemps en concert, une demande toujours laissée lettre morte de la part du groupe. Dans le coffret 100,000,000 Bon Jovi Fans Can't Be Wrong, où il figure, Jon Bon Jovi confesse que ce titre aurait dû figurer sur Slippery When Wet.
Il est aussi présent sur la version deluxe de la compilation Cross Road.